# Carlos Carranza
Carlos María Carranza (ur. 1929) – piłkarz urugwajski, pomocnik, napastnik.
Jako piłkarz klubu CA Cerro wziął udział w turnieju Copa América 1953, gdzie Urugwaj zajął trzecie miejsce. Carranza zagrał tylko w meczu z Boliwią, w którym w 66 minucie zastąpił go na boisku Hosiriz Romero.
Nadal jako gracz klubu Cerro wziął udział w turnieju Copa América 1955, gdzie Urugwaj zajął czwarte miejsce. Carranza zagrał we wszystkich pięciu meczach – z Paragwajem (w 81 minucie zmienił na boisku Néstora Carballo), Chile (w 61 minucie zastąpił Néstora Carballo), Ekwadorem, Argentyną (w 65 minucie zmienił go Néstor Carballo) i Peru.
Rok później wziął udział w turnieju Copa América 1956, gdzie Urugwaj zdobył tytuł mistrza Ameryki Południowej. Carranza zagrał we wszystkich pięciu meczach – z Paragwajem, Peru (w 85 minucie zmienił go Alfonso Auscarriaga), Chile, Brazylią i Argentyną.
W 1956 roku Carranza został królem strzelców pierwszej ligi urugwajskiej.
Wciąż jako gracz klubu Cerro wziął udział w turnieju Copa América 1957, gdzie Urugwaj zajął czwarte miejsce. Carranza zagrał w pięciu meczach - z Ekwadorem (w 74 minucie zmienił go Rodolfo Pippo), Argentyną (w 65 minucie zmienił go José Francisco Sasía), Peru (zdobył bramkę), Brazylią i Chile.
Od 25 lutego 1953 roku do 1 kwietnia 1957 roku Carranza rozegrał w reprezentacji Urugwaju 21 meczów i zdobył 1 bramkę.